# Liquan
Liquan (chinesisch 禮泉縣 / 礼泉县, Pinyin Lǐquán Xiàn) ist ein Kreis der bezirksfreien Stadt Xianyang der Provinz Shaanxi in der Volksrepublik China. Die Fläche beträgt 1.011 Quadratkilometer und die Einwohnerzahl 365.555 (Stand: Zensus 2020).
Das Zhaoling-Mausoleum (Zhaoling 昭陵) des Kaisers Taizong (Li Shimin) der Tang-Dynastie steht seit 1961 auf der Liste der Denkmäler der Volksrepublik China (1-170).